# کاتارینا تایکون
کاتارینا تایکون (سوئدی: Katarina Taikon؛ ‏ ۲۹ ژوئیهٔ ۱۹۳۲ – ۳۰ دسامبر ۱۹۹۵) کنشگر، رهبر جنبش حقوق مدنی، نویسنده و بازیگر کولی اهل سوئد از اقلیت قومی کالدراش بود. او همچنین خواهر رزا تایکون بود. وی را مارتین لوتر کینگ سوئد می‌نامند.

## سابقه خانوادگی
پدربزرگ و مادربزرگ تایکون، کوری کالدارِس و همسرش، با دوازده فرزند خود در اواخر سده به سوئد آمدند. آنها نام خانوادگی تایکون را همان‌طور که قبلاً در جوامع کولی متداول بود، برگزیدند که به آنها این امکان را می‌داد که کولی بودن و مهاجر بودن خود را پنهان کنند.
یکی از دوازده فرزند، یوهان تایکون، پدر کاتارینا تایکون بود که مس‌گر و نقره‌کار بود.

## اوایل زندگی
کاتارینا تایکون در سال ۱۹۳۲ در اردوگاهی در نزدیکی اوربرو از یوهان دیمیتری تایکون (۱۸۷۹–۱۹۵۰) و یک زن سوئدی که همسر دومش بود و زمانی که کاتارینا تنها یک سال داشت درگذشت، زاده شد. او سه خواهر و برادر بزرگتر داشت: پل، رُزا و پائولینا.
در دوران کودکی تایکون، کولی‌ها هنوز در اردوگاه‌هایی مجزا در سوئد زندگی می‌کردند، و مجبور بودند اغلب از مکانی به مکانی دیگر جابجا شوند، که این امر باعث می‌شد که تحصیل بچه‌ها در مدرسه را دشوار کند. تایکون تا ۲۶ سالگی نوشتن را یادنگرفت. این علی‌رغم تلاش‌های پدرش بود که از دهه ۱۹۳۰ از تحصیل کودکان کولی حمایت می‌کرد. او سعی کرد فرزندانش را در مدارس ثبت نام کند، اما اغلب توسط مقامات مدرسه یا خانواده‌های محلی که تهدید می‌کردند در صورت داشتن همکلاسی کولی، فرزندان خود را از مدرسه بیرون می‌آورند، رد می‌شد.
کاتارینا تایکون در سال ۱۹۴۶ با مردی که هشت سال بزرگتر از او بود، ازدواج کرد. پس از چند ماه، او از چادری که در آن با خانواده و همسرش به‌طور اشتراکی زندگی می‌کردند، گریخت و به یک اردوگاه دیگر کولیان فرار کرد. اما اندکی بعد به اردوگاه اصلی خود بازگردانده شد، اما خیلی زود دوباره دست به فرار زد. او از طریق یک مؤسسه خیریه در یک مغازه کار پیدا کرد و چندین سال به تنهایی زندگی کرد.

## حرفهٔ بازیگری
او در سال ۱۹۴۸، و در سن ۱۶ سالگی در فیلم مستند کوتاه آرنه ساکسدورف به نام خروج نقش‌آفرینی کرد و در آن به تقلید از رقص سنتی کولیان به‌دور آتش رقصید. فیلمبرداری این مستند باعث شد تایکون بتواند از همسرش طلاق بگیرد. تایکون در دهه بعد در چندین فیلم سینمایی سوئدی هم بازی کرد.

## کنشگری
کاتارینا تایکون زندگی خود را وقف بهبود شرایط برای مردمان کولی در سوئد و در سراسر جهان کرد. از طریق کار خستگی ناپذیر او، بحث، نوشتن و گفتگو با مقامات سوئدی، کولی‌ها مانند سایر سوئدی‌ها از حق مسکن و تحصیل برخوردار شدند. در سال ۱۹۵۳، قانون ممنوعیت مهاجرت کولی‌ها متعلق به سال ۱۹۱۴ پایان یافت. این منجر به پناه شدن کولیان دیگر به سوئد شد و جمعیت آنان که در ابتدا کمتر از هزار نفر بود، افزایش یافت.
در سال ۱۹۶۴ کاتارینا و خواهرش رزا به تأسیس انجمن کولیان (Zigenarsamfundet) کمک کردند. در همان سال، تایکون به عنوان عضو افتخاری اتحاد صلح جوانان سوئد منصوب شد. در سال ۱۹۶۵ تایکون رهبری تظاهرات اول ماه مه کولی‌ها در استکهلم را بر عهده داشت که اولین تظاهرات عمومی کولیان در این کشور بود. در این تظاهرات خواستار حق آموزش بیشتر بود.
تایکون سعی کرد مقامات سوئدی را متقاعد کند که این افراد در واقع پناهندگان سیاسی هستند، زیرا در کشورهای خود تحت ظلم قرار گرفته‌اند. در سال ۱۹۶۷ او با موفقیت تلاش کرد تا دولت سوئد را متقاعد کند که به پناهندگان کولی ایتالیایی و لهستانی اجازه دهد در سوئد بمانند. پس از تلاش‌های بی‌ثمر برای کمک به یک گروه ۴۷ نفری کولی فرانسوی برای پناهندگی در سوئد، او تصمیم گرفت استراتژی خود را تغییر دهد. او متوجه شد که تنها راه برای پایان دادن به تعصبات علیه مردمش، خطاب قرار دادن جمعیت جوان کشور بود، بنابراین نوشتن مجموعه داستان‌های مشهور خود دربارهٔ دوران کودکی خودش به نام کاتیتزی را آغاز کرد. بین سالهای ۱۹۶۹ و ۱۹۸۰ او ۱۳ کتاب در این مجموعه منتشر کرد. در سال ۱۹۷۵ یک اقتباس مصور از داستان‌های او خلق شد و در سال ۱۹۷۹ یک مجموعه تلویزیونی بر اساس این کتاب‌ها تولید شد. خواهرش رزا بعدها نوشت:

بی‌عدالتی‌های وحشتناکی که کولی‌ها قرن‌ها قربانی آن بوده‌اند و در نتیجه آن، نسل من و نسل پیش‌تر از ما را از تمامی حقوق شهروندی محروم ساخته بود، ممکن بود در کشورمان [سوئد] ادامه یابد، اگر در حوالی سال ۱۹۶۰، کاتارینا تایکون تصمیم به مبارزه با تعصب و نژادپرستی در همه اشکال آن نمی‌گرفت. او کتاب نوشت، مقالات سیاسی بی‌شماری در رزونامه‌ها منتشر کرد و نزد نمایندگان مجلس و مقامات دولتی و احزاب سیاسی مختلفی رفت.

## حرفهٔ نویسندگی
تایکون در سال ۱۹۶۳ کتابی خودزندگی‌نامه‌ای به نام «کولی» (Zigenerska)  منتشر کرد که بر مبارزات جامعه کولیان در سوئد متمرکز بود.
او در سال ۱۹۶۹ نخستین کتاب کودک خود را به نام کاتیتزی بر اساس دوران کودکی خود منتشر کرد. تا سال ۱۹۸۰ او سیزده کتاب از این مجموعه منتشر کرده بود. برخلاف برخی از کتاب‌های قبلی سوئدی برای کودکان، مجموعه کاتیتزی با داستان‌های غم‌بارتری در ادامه داستان‌ها همراه لود دارد، که چند جلد آخر جمعیتی نوجوانان را مخاطب و هدف خود قرار داده بود. هدف این کتاب‌ها نشان دادن چالش‌هایی بود که کودکان و جوامع کولی در نتیجه تبعیض‌های اجتماعی و قانونی با آن مواجه بودند.
در سال ۱۹۷۵ یک اقتباس مصور از کتاب کاتیتیزی ایجاد شد و در سال ۱۹۷۹ یک مجموعه تلویزیونی بر اساس این کتاب‌ها تولید شد.

## زندگی شخصی
تایکون در سال ۱۹۶۲ با همسر دومش بیورن لانگهامر ازدواج کرد. آنها دو فرزند داشت که یکی از آنها دختری به نام آنجلیکا استروم بود.

## مرگ و میراث فرهنگی
کاتارینا تایکون در سال ۱۹۹۵ پس از یک کمای ۱۳ ساله که در اثر ایست قلبی در سال ۱۹۸۲ ایجاد شده بود، بر اثر آسیب مغزی درگذشت.
در سال ۲۰۱۲ لاون مُهتدی زندگی‌نامه تایکون را با عنوان روزی که آزاد خواهم بود نوشت. در سال ۲۰۱۵ یک مستند اقتباسی از کتاب مهتدی با عنوان تایکون منتشر شد.

## کتاب‌ها
- کولی (۱۹۶۳)[۷]
- ما کولی هستیم (۱۹۶۷)[۱۰]
- کاتیتزی در گودال مار (۱۹۷۱)
- فرار کاتیتزی (۱۹۷۱)
- کاتیتزی، رزا و پل (۱۹۷۲)
- کاتیتزی در استکهلم (۱۹۷۳)
- کاتیتزی و لومپ-نیکه (۱۹۷۴)
- کاتیتزی در مدرسه (۱۹۷۵)
- کاتیتزی ز-۱۲۳۴ (۱۹۷۶)
- کودک‌عروس کاتیتزی (۱۹۷۷)
- کاتیتزی در حال فرار (۱۹۷۸)
- کاتیتزی در شهر قدیمی (۱۹۷۹)
- جدایی (۱۹۸۰)[۱۱]